# Distichophyllum longicuspis
Distichophyllum longicuspis är en bladmossart som beskrevs av Brotherus 1893. Distichophyllum longicuspis ingår i släktet Distichophyllum och familjen Hookeriaceae. Inga underarter finns listade i Catalogue of Life.